# Sankt Michaelsbund

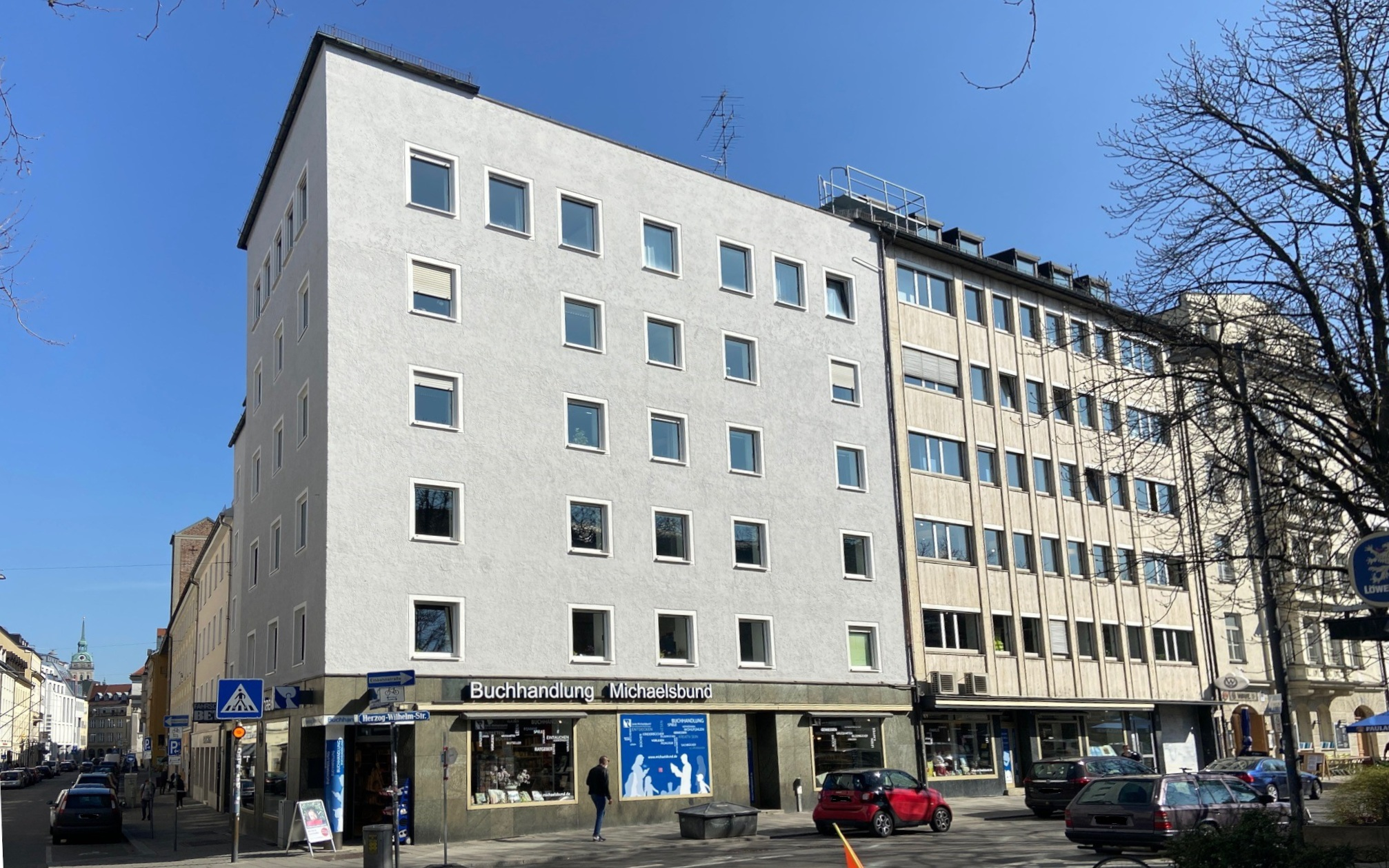
Häuser des Sankt Michaelsbundes in der Herzog-Wilhelm-Str. (rechts) und Herzogspitalstr. (links)

Der Michaelsbund (1901 als Katholischer Preßverein für Bayern e. V. für Presseerzeugnisse und andere Publikationen gegründet, auch: Sankt Michaelsbund) ist ein Medienhaus in der Erzdiözese München und Freising, Gesellschafter des Fernsehmagazins Kirche in Bayern und Dienstanbieter für die Darstellung katholischen Lebens auf allen Medienkanälen. Mit seinen Dienstleistungen und Angeboten vereint und vernetzt er gängige mediale Kommunikationsformen unter einem Dach und fördert die kulturelle Verbundenheit der Menschen, verbindet Gemeinden und Regionen und arbeitet mit und für die Menschen vor Ort.
Der Michaelsbund gliedert sich in den Sankt Michaelsbund, Landesverband Bayern e. V. und in den Sankt Michaelsbund, Diözesanverband München und Freising e. V.

## Angebote
Mit dem Magazin [inne]halten, dem Münchner Kirchenradio, dem Münchner Kirchenfernsehen, den kirchlichen Beiträgen für private Rundfunk- und Fernsehsender, mit der Website innehalten.de und den verschiedenen Social-Media-Kanälen umfasst das Angebot des Michaelsbunds unterschiedliche Medien. Darüber hinaus bietet der Bereich Corporate Communications verschiedene Dienstleistungen in Sachen Kommunikation und Webpräsenz an.
Als ältester bayerischer Büchereiverband betreuen und unterstützen die Landesfachstelle, die Diözesanstelle und die Münchner Büchereizentrale bayernweit mehr als 1.100 kirchliche und kommunale Büchereien bei ihrer Bildungsarbeit. Der hauseigene Verlag, die Buchhandlung Michaelsbund sowie der Onlineshop michaelsbund.de komplettieren das Angebot des Michaelsbundes.

### Magazin Innehalten
[inne]halten ist das katholische Magazin für Gesellschaft, gutes Leben und Spiritualität im Erzbistum München und Freising. Es erscheint im vierzehntäglichen Rhythmus. Der überregionale Mantelteil wird von einer Zentralredaktion in Osnabrück und die Bistumsseiten von der Regionalredaktion des Sankt Michaelsbund in München erstellt. Erhältlich ist es in Papierform und als ePaper. 
Das katholische Magazin widmet sich Fragen in Kirche und Gesellschaft. Zum journalistischen Selbstverständnis gehören Interviews mit profilierten Personen, analytische Auseinandersetzungen mit aktuellen Themen und das lösungsorientierte Aufzeigen unterschiedlicher Perspektiven. Ein Ziel ist es, die Tragfähigkeit christlicher Werte neu zu entdecken.
Hinzu kommen Impulse für ein gutes Leben, persönliche spirituelle Erfahrungen sowie Anregungen zu Achtsamkeit im Umgang mit sich selbst und der Umwelt.
Mit der Osterausgabe vom 31. März 2024 hat das [inne]halten-Magazin die Münchner Kirchenzeitung (mk) abgelöst. Diese war die katholische Wochenzeitung für das Erzbistum München und Freising. Diese Zeitung entwickelte sich aus dem satzungsmäßigen Auftrag des Preßvereins, Zeitungen und Zeitschriften aus katholischer Grundhaltung heraus zu fördern und zu verbreiten. Am 5. Januar 1908 erschien die erste Ausgabe der Wochenzeitung für die Katholischen Pfarrgemeinden Münchens.

### Radio, Fernsehen, Onlineredaktion
Die Radio-Redaktion des Michaelsbundes beliefert seit 1988 private Radiosender in Bayern und im Erzbistum München und Freising mit Beiträgen. Elf Programmredaktionen bekommen regelmäßig aktuelle Berichte, Hintergrundinformationen und Verkündigungen aus dem Bereich Kirche und Religion. Der Michaelsbund handelt dabei auch im Auftrag der Freisinger Bischofskonferenz und des Erzbistums München und Freising. Folgende Sender werden u. a. vom Michaelsbund beliefert: Antenne Bayern, Radio Arabella (München), 95.5 Charivari, Radio Galaxy, BLR (Radiozulieferer der bayerischen Lokalprogramme), Radio Alpenwelle, Bayernwelle SüdOst, Maximal Radio, Radio Oberland, Radio Charivari Rosenheim.
Mit dem Münchner Kirchenradio betreibt der Michaelsbund außerdem einen eigenen Sender, zu empfangen als Webradio und im gesamten Erzbistum München und Freising im Digitalradiostandard DAB+.
Die Fernsehredaktion produziert in Zusammenarbeit mit TV Bayern Live (Landesfenster RTL) und Kirche in Bayern kirchliche Beiträge, Reportagen und religiöse Magazine. Darüber hinaus erstellt die Fernseh-Redaktion Imagefilme, Sondersendungen und Fernsehspots für unterschiedlichste Auftraggeber wie kirchliche Organisationen, Pfarrgemeinden und Verbände und bespielt außerdem den Kanal mk-online.de auf YouTube. Die Online-Redaktion koordiniert und managt die redaktionelle Plattform Innehalten, auf der die vier Redaktionsbereiche (Print, Radio, Fernsehen und Online) umfassend über das kirchliche Leben im Erzbistum München und Freising berichten, den Dialog fördern, zur Identität beitragen und die Teilnahme am kirchlichen Leben ermöglichen.
Darüber hinaus bestückt das Onlineteam mehrere Kanäle in sozialen Netzwerken mit redaktionellen Inhalten. Dazu zählen Facebook, Instagram sowie YouTube.
Für die Einrichtung von Volontariatsstellen wird inzwischen auch auf Spenden zurückgegriffen.

### Corporate Communications
Der Bereich der Unternehmenskommunikation (Corporate Communications) bietet kirchlichen Institutionen Unterstützung bei der Kommunikation an. Das Angebot reicht von Strategieberatung, Gestaltung von Kommunikationsmitteln und Schulungen bis hin zu redaktionellen bzw. inhaltlichen Leistungen. Komplette Medienproduktionen wie Videos, Radiosendungen oder Audioguides runden das Portfolio ab.
Auch für das Erzbistum München und Freising mit den Social-Media-Kanälen Facebook und Instagram übernimmt Corporate Communications die redaktionelle und technische Betreuung sowie zukunftsorientierte Weiterentwicklungen.
Darüber hinaus betreut der Michaelsbund die Datenschnittstelle für Termine und Veranstaltungen, die es dem Erzbistum, seinen Pfarreien und Bildungsträgern ermöglicht, Gottesdienste, Veranstaltungen und Termine automatisiert für Kirchenanzeiger, Pfarrbriefe oder Veranstaltungskalender auszuspielen.

### Büchereifachverband
Als ältester bayerischer Büchereiverband betreuen und unterstützen die Landesfachstelle und die Münchner Büchereizentrale rund 1.100 Mitgliedsbüchereien in ganz Bayern, u. a. durch Informationen für die bibliothekarische Praxis und Buch- bzw. Medienempfehlungen für den Bestandsaufbau. Dabei werden auch städtische Büchereien wie z. B. in Rosenheim betreut.
Die Landesfachstelle des Michaelsbund und die sieben bayerischen Diözesanstellen arbeiten als Beratungs- und Servicestellen für Büchereien und ihre Träger eng und abgestimmt zusammen. Zu den angebotenen Leistungen zählen die Unterstützung bei allen Fragen der Bibliotheksverwaltung, Betrieb von Austauschbüchereien, Beratung beim Einsatz neuer Technologien, Entwicklung von Einrichtungskonzepten und Begleitung von Bau- und Reorganisationsmaßnahmen, Mitwirkung beim Abschluss von Büchereiverträgen sowie die politische Vertretung der Büchereien nach außen.

### Buchhandlung, Verlag und Onlineshop
Die Buchhandlung Michaelsbund hat im Erdgeschoss des Geschäftsgebäudes ihren Standort. Zum sorgfältig zusammengestellten Sortiment gehören ausgewählte Kinder- und Jugendbücher sowie Romane und Krimis, aktuelle Sachbücher, religiöse Geschenke, feine Papeterie, Kulinarisches, beliebte Zeitschriften, überraschende Mitbringsel und vieles mehr. Jedes lieferbare Buch kann besorgt werden – meist bis zum nächsten Tag. Individuelle Beratung, überzeugender Service sowie ein abwechslungsreiches Veranstaltungsprogramm gehören zum Selbstverständnis der Buchhandlung. Bei der Auswahl der Geschenkartikel wird neben den klassischen Produkten ein besonderer Fokus auf regionale und kirchliche Artikel wie Kommunionkerzen, Rosenkränze und Wandkreuze gelegt.
Der Verlag Sankt Michaelsbund ist der Verlag des Gotteslobes für das Erzbistum München und Freising. Daran reihen sich weitere kirchenmusikalische Publikationen wie das Orgelbuch zum Eigenteil des Gotteslobs, das Münchner Kantorale sowie die Max Eham-Edition. Hinzu kommen Auftragsproduktionen sowie im kleinen Umfang Eigenprojekte. Das Verlagsspektrum beinhaltet Sachbücher, Belletristik, Kinderbücher und Tonträger, wobei sich das Verlagsprogramm stark an den Inhalten der redaktionellen Arbeit des Michaelsbund orientiert.
Zu den erfolgreichsten Publikationen der letzten Jahre zählen:
- Odilo Lechner; Mitarbeit Johannes Eckert, OSB: Zum Leben ermutigen: Predigten. ISBN 978-3-96411-001-5
- Monika Drasch; Georg Glasl: Maria, Zither und die Liebe. Volkskulturkollektiv Drasch-Glasl. Eine musikalische Anrufung mit Landlern, frommen Liedern, Sounds und Sweet Airs. Audio-CD, ISBN 978-3-943135-93-0
- Rudolf Oswald: Den Opfern verpflichtet: Katholische Jugendfürsorge, Caritas und die SS-Organisation „Lebensborn“ nach 1945. ISBN 978-3-943135-98-5
- Alfons Schweiggert: Märchen der Kaiserin Elisabeth. ISBN 978-3-943135-97-8
- Alfons Schweiggert: Frauliche Weihnachten: Weihnachten ist weiblich. ISBN 978-3-96411-000-8
- Andreas Schaller: Zum Abschied eine kleine Rose: Zeitzeugen erinnern sich an Pater Rupert Mayer. ISBN 978-3-943135-99-2

michaelsbund.de ist der Onlineshop des Michaelsbundes und bietet mehr als 450.000 lieferbare Artikel zum Kauf an. Das Sortiment umfasst Bestseller, Romane, Kinder- und Jugendbücher, Sachbücher sowie Nonbooks. Das Aushängeschild von michaelsbund.de ist die Vielzahl an persönlichen Empfehlungen der Buchberaterinnen, Lektoren und Buchhändlerinnen sowie jährlich 3.500 Rezensionen und monatlich viele neue, themenbezogene Medienlisten. Zudem informiert michaelsbund.de über Neuerscheinungen, Veranstaltungen in der Buchhandlung Michaelsbund und allgemeine News aus der Buchbranche.

## Geschichte
Im 19. Jahrhundert entstanden zwei katholische Presseorganisationen im deutschsprachigen Raum: Die Österreichische Leo-Gesellschaft und der Borromäusverein in Bonn. In Bayern konnte keine davon Fuß fassen, und so gründete der Eichstätter Generalvikar Georg Triller am 15. Juli 1901 den Katholischen Preßverein für Bayern e. V. Ziel war, die katholische Presse und Literatur aus katholischer Grundhaltung zu fördern. In den Folgejahren wurden etwa 20 Tageszeitungen aufgekauft und in den Gemeinden Pfarr- und Volksbüchereien aufgebaut. Ein Jahr nach der Machtergreifung der Nationalsozialisten wurde der Pressverein gezwungen, alle Zeitungen ausgenommen der Kirchenzeitung abzustoßen und seinen Namen zu ändern. Die Wahl fiel auf den Namen Sankt Michaelsbund zur Pflege des katholischen Schrifttums in Bayern e. V.
2019 übernahm der Sankt Michaelsbund Bayern e. V. das Buchmagazin Heldenstücke aus der Insolvenzmasse des Buchgroßhändlers KNV.